# Rallycross del Benelux 2021
Il Rallycross del Benelux 2021, ufficialmente denominato Benelux RX of Spa-Francorchamps, è stata l'edizione 2021 del rallycross del Benelux. La manifestazione si è svolta il 9 e il 10 ottobre sul circuito di Spa-Francorchamps a Stavelot, in Belgio, ed era valida come sesta prova del campionato del mondo rallycross 2021 nelle classi RX1 e RX2e, nonché come quinta gara del campionato europeo rallycross 2021 (la quarta per ambedue le categorie RX1 e RX3).

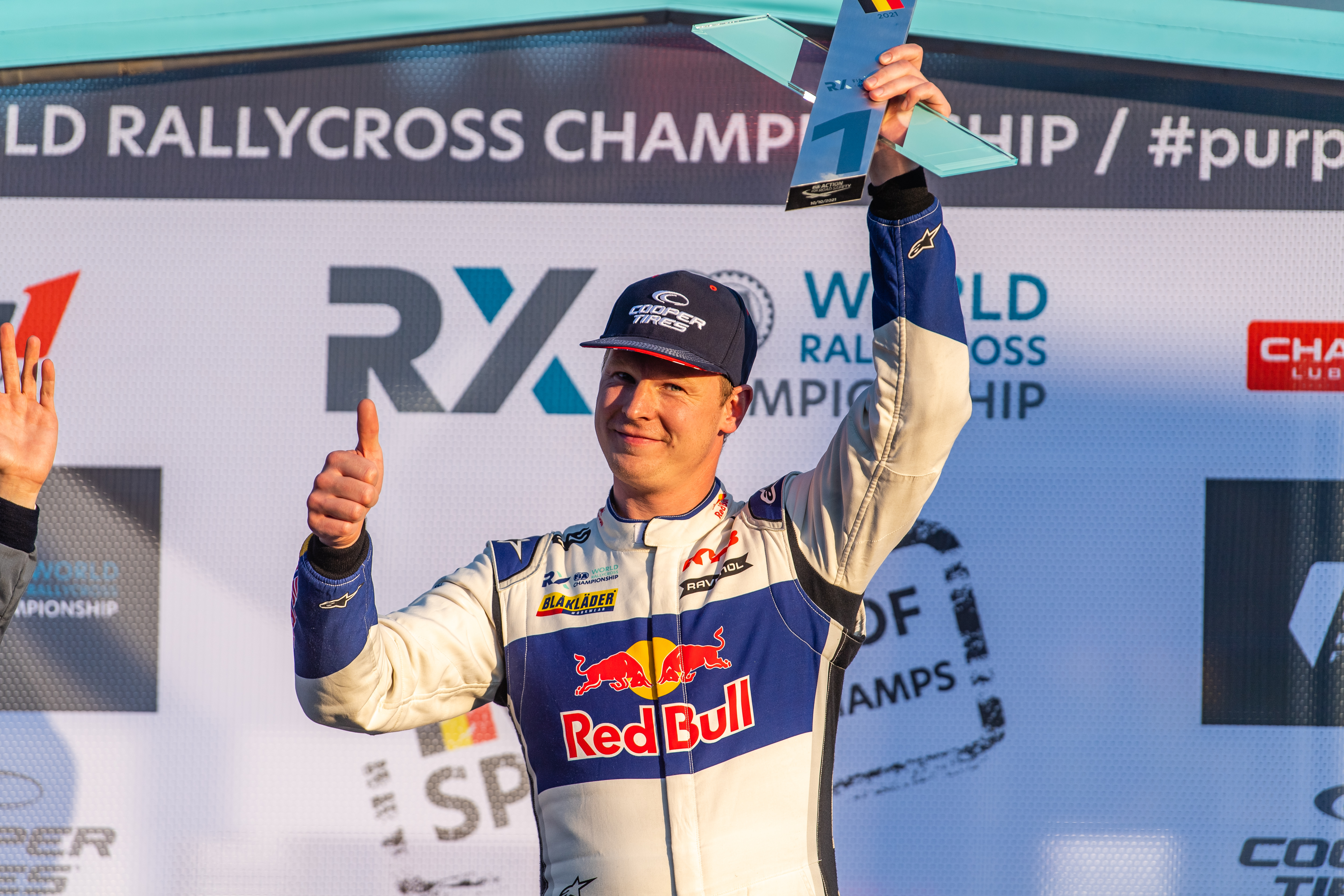
Johan Kristoffersson, vincitore dell'edizione 2021 del World RX del Benelux

L'evento del World RX è stato vinto nella categoria RX1 dal pilota svedese Johan Kristoffersson alla guida di una Audi S1 della scuderia KYB EKS JC, sopravanzando in finale il connazionale Kevin Hansen su Peugeot 208 del Hansen World RX Team, e l'ungherese Krisztián Szabó, terzo alla guida di una Hyundai i20 della scuderia GRX-Set World RX Team; per il tre volte campione del mondo si trattò della seconda vittoria stagionale consecutiva dopo quella ottenuta nella seconda gara dell'appuntamento lettone, mentre per Szabó fu il primo podio in carriera nella massima categoria. Nella categoria RX2e, serie monomarca nella quale si gareggia soltanto con vetture a propulsione elettrica, ha primeggiato invece il pilota di casa Guillaume De Ridder.
Nell'evento dell'Euro RX si gareggiava in entrambe le categorie; nella RX1, il cui campionato si chiudeva proprio qui in Belgio, si impose il norvegese Andreas Bakkerud su Škoda Fabia della scuderia ESMotorsport, il quale si aggiudicò inoltre il trofeo continentale, il terzo della sua carriera e il primo nella classe regina; nella categoria cadetta RX3 (chiamata Super1600 sino alla stagione 2020), primeggiò invece il russo con passaporto svizzero Yuri Belevskiy su Audi A1, alla sua terza vittoria stagionale.

## Risultati World RX

### Classifiche finali

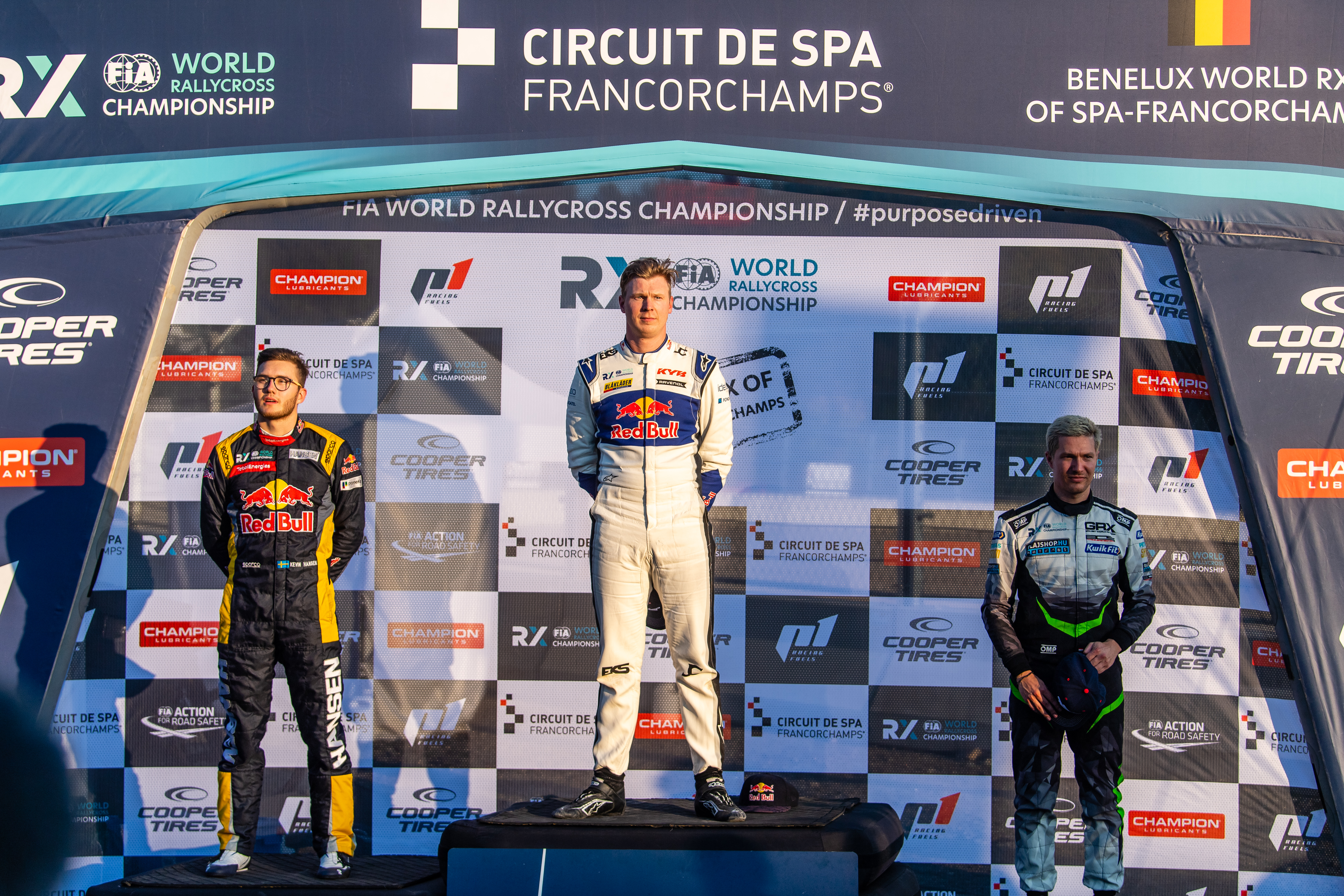
Il podio del World Rx nella categoria RX1, con al centro il vincitore Johan Kristoffersson, a sinistra il secondo classificato Kevin Hansen e a destra Krisztián Szabó, terzo al traguardo

| Categoria RX1  | Categoria RX1 | Categoria RX1        | Categoria RX1       | Categoria RX1                   | Categoria RX1  | Categoria RX1  | Categoria RX1 | Categoria RX1 | Categoria RX1 | Categoria RX1 | Categoria RX1 | Categoria RX1 |
| Pos.           | N°            | Pilota               | Auto                | Squadra                         | Qualificazioni | Qualificazioni | Semifinali    | Semifinali    | Semifinali    | Finale        | Finale        | PC            |
| Pos.           | N°            | Pilota               | Auto                | Squadra                         | Pos.           | Punti          | SF1           | SF2           | Punti         | Pos.          | Punti         | PC            |
| -------------- | ------------- | -------------------- | ------------------- | ------------------------------- | -------------- | -------------- | ------------- | ------------- | ------------- | ------------- | ------------- | ------------- |
| 1              | 1             | Johan Kristoffersson | Audi S1             | KYB EKS JC                      | 2º             | 15             | –             | 1º            | 6             | 1º            | 8             | 29            |
| 2              | 9             | Kevin Hansen         | Peugeot 208         | Hansen World RX Team            | 5º             | 12             | 1º            | –             | 6             | 2º            | 5             | 23            |
| 3              | 23            | Krisztián Szabó      | Hyundai i20         | GRX-Set World RX Team           | 6º             | 11             | –             | 2º            | 5             | 3º            | 4             | 20            |
| 4              | 21            | Timmy Hansen         | Peugeot 208         | Hansen World RX Team            | 3º             | 14             | 3º            | –             | 4             | 4º            | 3             | 21            |
| 5              | 91            | Enzo Ide             | Audi S1             | KYB EKS JC                      | 8º             | 9              | –             | 3º            | 4             | 5º            | 2             | 15            |
| 6              | 92            | Anton Marklund       | Volkswagen Polo     | Hedströms Motorsport            | 9º             | 8              | 2º            | –             | 5             | 6º            | 1             | 14            |
| 7              | 69            | Kevin Abbring        | Renault Mégane R.S. | Unkorrupted                     | 1º             | 16             | 5º            | –             | 2             | nq            | nq            | 18            |
| 8              | 68            | Niclas Grönholm      | Hyundai i20         | GRX-Set World RX Team           | 4º             | 13             | –             | 4º            | 3             | nq            | nq            | 16            |
| 9              | 44            | Timo Scheider        | SEAT Ibiza          | ALL-INKL.COM Münnich Motorsport | 7º             | 10             | 6º            | –             | 1             | nq            | nq            | 11            |
| 10             | 18            | Juha Rytkönen        | Ford Fiesta MK6     | Juha Rytkönen                   | 10º            | 7              | –             | 5º            | 2             | nq            | nq            | 9             |
| 11             | 84            | Hervé Knapick        | Citroën DS3         | Hervé Knapick                   | 11º            | 6              | 4º            | –             | 3             | nq            | nq            | 9             |
| 12             | 2             | Oliver O'Donovan     | Ford Fiesta         | Oliver O'Donovan                | 12º            | 5              | –             | 6º            | 1             | nq            | nq            | 6             |
|                |               |                      |                     |                                 |                |                |               |               |               |               |               |               |
| Categoria RX2e |               |                      |                     |                                 |                |                |               |               |               |               |               |               |
| Pos.           | N°            | Pilota               | Auto                | Squadra                         | Qualificazioni | Qualificazioni | Semifinali    | Semifinali    | Semifinali    | Finale        | Finale        | PC            |
| Pos.           | N°            | Pilota               | Auto                | Squadra                         | Pos.           | Punti          | SF1           | SF2           | Punti         | Pos.          | Punti         | PC            |
| 1              | 96            | Guillaume De Ridder  | RX2e                | Guillaume De Ridder             | 2º             | 15             | –             | 1º            | 6             | 1º            | 8             | 29            |
| 2              | 47            | Jesse Kallio         | RX2e                | Olsbergs MSE                    | 1º             | 16             | 1º            | –             | 6             | 2º            | 5             | 27            |
| 3              | 82            | Isak Sjökvist        | RX2e                | Olsbergs MSE                    | 3º             | 14             | 2º            | –             | 5             | 3º            | 4             | 23            |
| 4              | 12            | Klara Andersson      | RX2e                | Olsbergs MSE                    | 4ª             | 13             | –             | 3ª            | 4             | 4ª            | 3             | 20            |
| 5              | 5             | Pablo Suárez         | RX2e                | Ruben Fernandez Gil             | 6º             | 11             | –             | 2º            | 5             | 5º            | 2             | 18            |
| 6              | 28            | Filip Thorén         | RX2e                | Olsbergs MSE                    | 9º             | 8              | 3º            | –             | 4             | 6º            | 1             | 13            |
| 7              | 13            | Patrick O'Donovan    | RX2e                | Patrick O'Donovan               | 5º             | 12             | 5º            | –             | 2             | nq            | nq            | 14            |
| 8              | 22            | Christine Giampaoli  | RX2e                | XITE Energy Racing              | 7ª             | 10             | 4ª            | –             | 3             | nq            | nq            | 13            |
| 9              | 121           | Conner Martell       | RX2e                | Olsbergs MSE                    | 8º             | 9              | –             | 4º            | 3             | nq            | nq            | 12            |
| 10             | 44            | Laia Sanz            | RX2e                | Acciona \| Sainz XE Team        | 10ª            | 7              | –             | 5ª            | 2             | nq            | nq            | 9             |

### Qualificazioni
| 1              | 69  | Kevin Abbring        | Renault Mégane R.S. | Unkorrupted                     | 50 (1º)        | 32 (11º)       | 39 (5º)        | 50 (1º)  | 172 | 16    |  |  |
| 2              | 1   | Johan Kristoffersson | Audi S1             | KYB EKS JC                      | 45 (2º)        | 50 (1º)        | 40 (4º)        | 37 (7º)  | 172 | 15    |  |  |
| 3              | 21  | Timmy Hansen         | Peugeot 208         | Hansen World RX Team            | 39 (5º)        | 45 (2º)        | 45 (2º)        | 42 (3º)  | 171 | 14    |  |  |
| 4              | 68  | Niclas Grönholm      | Hyundai i20 WRX     | GRX-Set World RX Team           | 36 (8º)        | 31 (12º - DNF) | 50 (1º)        | 45 (2º)  | 162 | 13    |  |  |
| 5              | 9   | Kevin Hansen         | Peugeot 208         | Hansen World RX Team            | 40 (4º)        | 34 (10º)       | 42 (3º)        | 39 (5º)  | 155 | 12    |  |  |
| 6              | 23  | Krisztián Szabó      | Hyundai i20 WRX     | GRX-Set World RX Team           | 38 (6º)        | 40 (4º)        | 36 (8º)        | 40 (4º)  | 154 | 11    |  |  |
| 7              | 44  | Timo Scheider        | SEAT Ibiza          | ALL-INKL.COM Münnich Motorsport | 42 (3º)        | 38 (6º)        | 38 (6º)        | 35 (9º)  | 153 | 10    |  |  |
| 8              | 91  | Enzo Ide             | Audi S1             | KYB EKS JC                      | 35 (9º)        | 42 (3º)        | 34 (10º)       | 38 (6º)  | 149 | 9     |  |  |
| 9              | 92  | Anton Marklund       | Volkswagen Polo     | Hedströms Motorsport            | 37 (7º)        | 37 (7º)        | 37 (7º)        | 36 (8º)  | 147 | 8     |  |  |
| 10             | 18  | Juha Rytkönen        | Ford Fiesta MK6     | Juha Rytkönen                   | 34 (10º)       | 39 (5º)        | 35 (9º)        | 34 (10º) | 142 | 7     |  |  |
| 11             | 84  | Hervé Knapick        | Citroën DS3         | Hervé Knapick                   | 32 (12º)       | 35 (9º)        | 33 (11º)       | 33 (11º) | 133 | 6     |  |  |
| 12             | 2   | Oliver O'Donovan     | Ford Fiesta         | Oliver O'Donovan                | 33 (11º)       | 36 (8º)        | 31 (12º - DNF) | 0 (DNS)  | 100 | 5     |  |  |
|                |     |                      |                     |                                 |                |                |                |          |     |       |  |  |
| Categoria RX2e |     |                      |                     |                                 |                |                |                |          |     |       |  |  |
| Pos.           | N°  | Pilota               | Auto                | Squadra                         | Q1             | Q2             | Q3             | Q4       | PQ  | Punti |  |  |
| 1              | 47  | Jesse Kallio         | RX2e                | Olsbergs MSE                    | 45 (2º)        | 50 (1º)        | 45 (2º)        | 45 (2º)  | 185 | 16    |  |  |
| 2              | 96  | Guillaume De Ridder  | RX2e                | Guillaume De Ridder             | 39 (5º)        | 38 (6º)        | 50 (1º)        | 50 (1º)  | 177 | 15    |  |  |
| 3              | 82  | Isak Sjökvist        | RX2e                | Olsbergs MSE                    | 50 (1º)        | 45 (2º)        | 40 (4º)        | 39 (5º)  | 174 | 14    |  |  |
| 4              | 12  | Klara Andersson      | RX2e                | Olsbergs MSE                    | 42 (3º)        | 40 (4º)        | 42 (3º)        | 37 (7º)  | 161 | 13    |  |  |
| 5              | 13  | Patrick O'Donovan    | RX2e                | Patrick O'Donovan               | 40 (4º)        | 36 (8º)        | 35 (9º)        | 42 (3º)  | 153 | 12    |  |  |
| 6              | 5   | Pablo Suárez         | RX2e                | Ruben Fernandez Gil             | 38 (6º)        | 42 (3º)        | 34 (10º)       | 38 (6º)  | 152 | 11    |  |  |
| 7              | 22  | Christine Giampaoli  | RX2e                | XITE Energy Racing              | 37 (7º)        | 39 (5º)        | 37 (7º)        | 35 (9º)  | 148 | 10    |  |  |
| 8              | 121 | Conner Martell       | RX2e                | Olsbergs MSE                    | 33 (10º - DNF) | 35 (9º)        | 38 (6º)        | 40 (4º)  | 146 | 9     |  |  |
| 9              | 28  | Filip Thorén         | RX2e                | Olsbergs MSE                    | 36 (8º)        | 37 (7º)        | 39 (5º)        | 34 (10º) | 146 | 8     |  |  |
| 10             | 44  | Laia Sanz            | RX2e                | Acciona \| Sainz XE Team        | 35 (9º)        | 34 (10º)       | 36 (8º)        | 36 (8º)  | 141 | 7     |  |  |

Legenda:
|  | Qualificata/o per le semifinali |

### Semifinali
| Categoria RX1 - Semifinale 1 | Categoria RX1 - Semifinale 1 | Categoria RX1 - Semifinale 1 | Categoria RX1 - Semifinale 1 | Categoria RX1 - Semifinale 1    | Categoria RX1 - Semifinale 1 | Categoria RX1 - Semifinale 1 | Categoria RX1 - Semifinale 1 | Categoria RX1 - Semifinale 1 | Categoria RX1 - Semifinale 1 |
| Pos.                         | N°                           | Pilota                       | Auto                         | Squadra                         | Giri/Joker                   | Tempo                        | Penalità                     | Distacco                     | Punti                        |
| ---------------------------- | ---------------------------- | ---------------------------- | ---------------------------- | ------------------------------- | ---------------------------- | ---------------------------- | ---------------------------- | ---------------------------- | ---------------------------- |
| 1                            | 9                            | Kevin Hansen                 | Peugeot 208                  | Hansen World RX Team            | 6/1                          | 3'15"734                     | –                            | –                            | 6                            |
| 2                            | 92                           | Anton Marklund               | Volkswagen Polo              | Hedströms Motorsport            | 6/1                          | 3'17"446                     | –                            | +1"712                       | 5                            |
| 3                            | 21                           | Timmy Hansen                 | Peugeot 208                  | Hansen World RX Team            | 6/1                          | 3'18"224                     | 5"000                        | +2"490                       | 4                            |
| 4                            | 84                           | Hervé Knapick                | Citroën DS3                  | Hervé Knapick                   | 6/1                          | 3'26"004                     | –                            | +10"270                      | 3                            |
| 5                            | 69                           | Kevin Abbring                | Renault Mégane R.S.          | Unkorrupted                     | 4/1                          | 3'33"068                     | –                            | +2 giri                      | 2                            |
| 6                            | 44                           | Timo Scheider                | SEAT Ibiza                   | ALL-INKL.COM Münnich Motorsport | 3/1                          | 1'43"078                     | –                            | +3 giri                      | 1                            |
|                              |                              |                              |                              |                                 |                              |                              |                              |                              |                              |
| Categoria RX1 - Semifinale 2 |                              |                              |                              |                                 |                              |                              |                              |                              |                              |
| Pos.                         | N°                           | Pilota                       | Auto                         | Squadra                         | Giri/Joker                   | Tempo                        | Penalità                     | Distacco                     | Punti                        |
| 1                            | 1                            | Johan Kristoffersson         | Audi S1                      | KYB EKS JC                      | 6/1                          | 3'13"105                     | –                            | –                            | 6                            |
| 2                            | 23                           | Krisztián Szabó              | Hyundai i20 WRX              | GRX-Set World RX Team           | 6/1                          | 3'15"753                     | –                            | +2"648                       | 5                            |
| 3                            | 91                           | Enzo Ide                     | Audi S1                      | KYB EKS JC                      | 6/1                          | 3'17"079                     | –                            | +3"974                       | 4                            |
| 4                            | 68                           | Niclas Grönholm              | Hyundai i20                  | GRX-Set World RX Team           | 6/1                          | 3'18"078                     | –                            | +4"973                       | 3                            |
| 5                            | 18                           | Juha Rytkönen                | Ford Fiesta MK6              | Juha Rytkönen                   | 6/1                          | 3'18"779                     | –                            | +5"674                       | 2                            |
| 6                            | 2                            | Oliver O'Donovan             | Ford Fiesta                  | Oliver O'Donovan                | 4/1                          | 2'37"020                     | –                            | +2 giri                      | 1                            |

| Categoria RX2e - Semifinale 1 | Categoria RX2e - Semifinale 1 | Categoria RX2e - Semifinale 1 | Categoria RX2e - Semifinale 1 | Categoria RX2e - Semifinale 1 | Categoria RX2e - Semifinale 1 | Categoria RX2e - Semifinale 1 | Categoria RX2e - Semifinale 1 | Categoria RX2e - Semifinale 1 |
| Pos.                          | N°                            | Pilota                        | Auto                          | Squadra                       | Giri/Joker                    | Tempo                         | Distacco                      | Punti                         |
| ----------------------------- | ----------------------------- | ----------------------------- | ----------------------------- | ----------------------------- | ----------------------------- | ----------------------------- | ----------------------------- | ----------------------------- |
| 1                             | 47                            | Jesse Kallio                  | RX2e                          | Olsbergs MSE                  | 4/1                           | 2'18"480                      | –                             | 6                             |
| 2                             | 82                            | Isak Sjökvist                 | RX2e                          | Olsbergs MSE                  | 4/1                           | 2'20"569                      | +2"089                        | 5                             |
| 3                             | 28                            | Filip Thorén                  | RX2e                          | Olsbergs MSE                  | 4/1                           | 2'24"567                      | +6"087                        | 4                             |
| 4                             | 22                            | Christine Giampaoli           | RX2e                          | XITE Energy Racing            | 3/1                           | 2'08"582                      | +1 giro                       | 3                             |
| 5                             | 13                            | Patrick O'Donovan             | RX2e                          | Patrick O'Donovan             | 2/0                           | 1'11"224                      | +2 giri                       | 2                             |
|                               |                               |                               |                               |                               |                               |                               |                               |                               |
| Categoria RX2e - Semifinale 2 |                               |                               |                               |                               |                               |                               |                               |                               |
| Pos.                          | N°                            | Pilota                        | Auto                          | Squadra                       | Giri/Joker                    | Tempo                         | Distacco                      | Punti                         |
| 1                             | 96                            | Guillaume De Ridder           | RX2e                          | Guillaume De Ridder           | 6/1                           | 3'22"554                      | –                             | 6                             |
| 2                             | 5                             | Pablo Suárez                  | RX2e                          | Ruben Fernandez Gil           | 6/1                           | 3'25"367                      | +2"813                        | 5                             |
| 3                             | 12                            | Klara Andersson               | RX2e                          | Olsbergs MSE                  | 6/1                           | 3'25"812                      | +3"258                        | 4                             |
| 4                             | 121                           | Conner Martell                | RX2e                          | Olsbergs MSE                  | 6/1                           | 3'27"551                      | +4"997                        | 3                             |
| 5                             | 44                            | Laia Sanz                     | RX2e                          | Acciona \| Sainz XE Team      | 6/1                           | 3'29"995                      | +7"441                        | 2                             |

Legenda:
|  | Qualificata/o per la finale |

### Finali
| Categoria RX1 | Categoria RX1 | Categoria RX1        | Categoria RX1   | Categoria RX1         | Categoria RX1 | Categoria RX1 | Categoria RX1 | Categoria RX1 |
| Pos.          | Nº            | Pilota               | Auto            | Squadra               | Giri/Joker    | Tempo         | Distacco      | Punti         |
| ------------- | ------------- | -------------------- | --------------- | --------------------- | ------------- | ------------- | ------------- | ------------- |
| 1             | 1             | Johan Kristoffersson | Audi S1         | KYB EKS JC            | 6/1           | 3'10"857      | –             | 8             |
| 2             | 9             | Kevin Hansen         | Peugeot 208     | Hansen World RX Team  | 6/1           | 3'13"458      | +2"601        | 5             |
| 3             | 23            | Krisztián Szabó      | Hyundai i20     | GRX-Set World RX Team | 6/1           | 3'16"195      | +5"338        | 4             |
| 4             | 21            | Timmy Hansen         | Peugeot 208     | Hansen World RX Team  | 6/1           | 3'16"520      | +5"663        | 3             |
| 5             | 91            | Enzo Ide             | Audi S1         | KYB EKS JC            | 6/1           | 3'16"976      | +6"119        | 2             |
| 6             | 92            | Anton Marklund       | Volkswagen Polo | Hedströms Motorsport  | 6/1           | 3'17"505      | +6"448        | 1             |

- Miglior tempo di reazione: 0"441 ( Kevin Hansen);
- Giro più veloce: 30"808 ( Johan Kristoffersson);
- Miglior giro Joker: 32"837 ( Johan Kristoffersson);
- Miglior giro-zero[n 1]: 3"395 ( Johan Kristoffersson).

| Categoria RX2e | Categoria RX2e | Categoria RX2e      | Categoria RX2e | Categoria RX2e      | Categoria RX2e | Categoria RX2e | Categoria RX2e | Categoria RX2e |
| Pos.           | Nº             | Pilota              | Auto           | Squadra             | Giri/Joker     | Tempo          | Distacco       | Punti          |
| -------------- | -------------- | ------------------- | -------------- | ------------------- | -------------- | -------------- | -------------- | -------------- |
| 1              | 96             | Guillaume De Ridder | RX2e           | Guillaume De Ridder | 6/1            | 3'21"816       | –              | 8              |
| 2              | 47             | Jesse Kallio        | RX2e           | Olsbergs MSE        | 6/1            | 3'22"894       | +1"078         | 5              |
| 3              | 82             | Isak Sjökvist       | RX2e           | Olsbergs MSE        | 6/1            | 3'23"574       | +1"758         | 4              |
| 4              | 12             | Klara Andersson     | RX2e           | Olsbergs MSE        | 6/1            | 3'24"837       | +3"201         | 3              |
| 5              | 5              | Pablo Suárez        | RX2e           | Ruben Fernandez Gil | 6/1            | 3'28"032       | +6"216         | 2              |
| 6              | 28             | Filip Thorén        | RX2e           | Olsbergs MSE        | 6/1            | 3'32"374       | +10"558        | 1              |

- Miglior tempo di reazione: 0"502 ( Guillaume De Ridder);
- Giro più veloce: 32"466 ( Guillaume De Ridder);
- Miglior giro Joker: 34"559 ( Isak Sjökvist);
- Miglior giro-zero[n 1]: 3"776 ( Guillaume De Ridder).

## Risultati Euro RX

### Classifiche finali
| Categoria RX1 | Categoria RX1 | Categoria RX1           | Categoria RX1     | Categoria RX1                   | Categoria RX1  | Categoria RX1  | Categoria RX1 | Categoria RX1 | Categoria RX1 | Categoria RX1 | Categoria RX1 | Categoria RX1 |
| Pos.          | N°            | Pilota                  | Auto              | Squadra                         | Qualificazioni | Qualificazioni | Semifinali    | Semifinali    | Semifinali    | Finale        | Finale        | PC            |
| Pos.          | N°            | Pilota                  | Auto              | Squadra                         | Pos.           | Punti          | SF1           | SF2           | Punti         | Pos.          | Punti         | PC            |
| ------------- | ------------- | ----------------------- | ----------------- | ------------------------------- | -------------- | -------------- | ------------- | ------------- | ------------- | ------------- | ------------- | ------------- |
| 1             | 13            | Andreas Bakkerud        | Škoda Fabia       | KRTZ Motorsport ACCR Czech Team | 1º             | 16             | 1º            | –             | 6             | 1º            | 8             | 30            |
| 2             | 20            | Fabien Pailler          | Peugeot 208       | Fabien Pailler                  | 4º             | 13             | –             | 1º            | 6             | 2º            | 5             | 24            |
| 3             | 6             | Jānis Baumanis          | Škoda Fabia       | ESMotorsport                    | 5º             | 12             | 2º            | –             | 5             | 3º            | 4             | 21            |
| 4             | 18            | Jonathan Pailler        | Peugeot 208       | Jonathan Pailler                | 2º             | 15             | –             | 2º            | 5             | 4º            | 3             | 23            |
| 5             | 73            | Tamás Kárai             | Audi S1           | Kárai Motorsport Sportegyesület | 6º             | 11             | –             | 3º            | 4             | 5º            | 2             | 17            |
| 6             | 55            | Paulius Pleskovas       | Ford Fiesta MK6   | TSK Baltijos Sportas            | 13º            | 4              | 3º            | –             | 4             | 6º            | 1             | 9             |
| 7             | 88            | Marcin Gagacki          | Ford Fiesta MK6   | Oponeo                          | 3º             | 14             | 4º            | –             | 3             | nq            | nq            | 17            |
| 8             | 77            | René Münnich            | SEAT Ibiza        | ALL-INKL.COM Münnich Motorsport | 7º             | 10             | 5º            | –             | 2             | nq            | nq            | 12            |
| 9             | 44            | Dariusz Topolewski      | Ford Fiesta MK6   | Oponeo                          | 8º             | 9              | –             | 5º            | 2             | nq            | nq            | 11            |
| 10            | 38            | Mandie August           | SEAT Ibiza        | ALL-INKL.COM Münnich Motorsport | 9ª             | 8              | 6ª            | –             | 1             | nq            | nq            | 9             |
| 11            | 85            | Hans-Jøran Østreng      | Hyundai i20       | Hans-Jøran Østreng              | 10º            | 7              | –             | 6º            | 1             | nq            | nq            | 8             |
| 12            | 7             | CSUCSU                  | Renault Clio R.S. | CSUCSU                          | 12º            | 5              | –             | 4º            | 3             | nq            | nq            | 8             |
| 13            | 47            | Stéphane De Ganay       | Peugeot 208       | Stéphane De Ganay               | 11º            | 6              | nq            | nq            | nq            | nq            | nq            | 6             |
| 14            | 23            | Andréa Dubourg          | Peugeot 208       | Andréa Dubourg                  | 14º            | 3              | nq            | nq            | nq            | nq            | nq            | 3             |
| 15            | 50            | Attila Mózer            | Ford Fiesta       | Nyírad Motorsport KFT           | 15º            | 0              | nq            | nq            | nq            | nq            | nq            | 0             |
| 16            | 12            | Anders Michalak         | Volkswagen Polo   | Hedströms Motorsport            | 16º            | 0              | nq            | nq            | nq            | nq            | nq            | 0             |
| 17            | 24            | Sivert Svardal          | Volkswagen Polo R | Sivert Svardal                  | 17º            | 0              | nq            | nq            | nq            | nq            | nq            | 0             |
| 18            | 83            | Patrick Guillerme       | Hyundai i20       | Patrick Guillerme               | 18º            | 0              | nq            | nq            | nq            | nq            | nq            | 0             |
|               |               |                         |                   |                                 |                |                |               |               |               |               |               |               |
| Categoria RX3 |               |                         |                   |                                 |                |                |               |               |               |               |               |               |
| Pos.          | N°            | Pilota                  | Auto              | Squadra                         | Qualificazioni | Qualificazioni | Semifinali    | Semifinali    | Semifinali    | Finale        | Finale        | PC            |
| Pos.          | N°            | Pilota                  | Auto              | Squadra                         | Pos.           | Punti          | SF1           | SF2           | Punti         | Pos.          | Punti         | PC            |
| 1             | 95            | Yuri Belevskiy          | Audi A1           | Volland Racing KFT              | 1º             | 16             | 1º            | –             | 6             | 1º            | 8             | 30            |
| 2             | 54            | Marat Knjazev           | Audi A1           | Volland Racing KFT              | 2º             | 15             | –             | 1º            | 6             | 2º            | 5             | 26            |
| 3             | 6             | Damian Litwinowicz      | Audi A1           | Damian Litwinowicz              | 5º             | 12             | 3º            | –             | 4             | 3º            | 4             | 20            |
| 4             | 22            | Kobe Pauwels            | Audi A1           | Volland Racing KFT              | 3º             | 14             | 2º            | –             | 5             | 4º            | 3             | 22            |
| 5             | 28            | Clément Picard          | Renault Twingo    | Clément Picard                  | 6º             | 11             | –             | 3º            | 4             | 5º            | 2             | 17            |
| 6             | 11            | Jan Černý               | Škoda Citigo      | PAJR s.r.o                      | 4º             | 13             | –             | 2º            | 5             | 6º            | 1             | 19            |
| 7             | 61            | Jiri Šusta              | Škoda Fabia       | Josef Šusta                     | 7º             | 10             | 4º            | –             | 3             | nq            | nq            | 13            |
| 8             | 13            | Per Magne Egebø-Svardal | Audi A1           | Per Magne Egebø-Svardal         | 8º             | 9              | –             | 5º            | 2             | nq            | nq            | 11            |
| 9             | 96            | Marcel Suchý            | Škoda Fabia       | Jihočeský Autoklub V AČR        | 9º             | 8              | 5º            | –             | 2             | nq            | nq            | 10            |
| 10            | 23            | Radoslaw Raczkowski     | Škoda Fabia       | Automax Motorsport              | 10º            | 7              | –             | 4º            | 3             | nq            | nq            | 10            |

### Finali
| Categoria RX1 | Categoria RX1 | Categoria RX1     | Categoria RX1   | Categoria RX1                   | Categoria RX1 | Categoria RX1 | Categoria RX1 | Categoria RX1 |
| Pos.          | Nº            | Pilota            | Auto            | Squadra                         | Giri/Joker    | Tempo         | Distacco      | Punti         |
| ------------- | ------------- | ----------------- | --------------- | ------------------------------- | ------------- | ------------- | ------------- | ------------- |
| 1             | 13            | Andreas Bakkerud  | Škoda Fabia     | KRTZ Motorsport ACCR Czech Team | 6/1           | 3'16"833      | –             | 8             |
| 2             | 20            | Fabien Pailler    | Peugeot 208     | Fabien Pailler                  | 6/1           | 3'18"227      | +1"394        | 5             |
| 3             | 6             | Jānis Baumanis    | Škoda Fabia     | ESMotorsport                    | 6/1           | 3'19"071      | +2"238        | 4             |
| 4             | 18            | Jonathan Pailler  | Peugeot 208     | Jonathan Pailler                | 6/1           | 3'19"599      | +2"766        | 3             |
| 5             | 73            | Tamás Kárai       | Audi S1         | Kárai Motorsport Sportegyesület | 6/1           | 3'23"313      | +6"480        | 2             |
| 6             | 55            | Paulius Pleskovas | Ford Fiesta MK6 | TSK Baltijos Sportas            | 4/1           | 3'26"810      | +9"977        | 1             |

- Miglior tempo di reazione: 0"416 ( Jānis Baumanis);
- Giro più veloce: 31"669 ( Andreas Bakkerud);
- Miglior giro Joker: 33"783 ( Jānis Baumanis);
- Miglior giro-zero[n 1]: 3"412 ( Andreas Bakkerud).

| Categoria RX3 | Categoria RX3 | Categoria RX3      | Categoria RX3  | Categoria RX3      | Categoria RX3 | Categoria RX3 | Categoria RX3 | Categoria RX3 | Categoria RX3 |
| Pos.          | Nº            | Pilota             | Auto           | Squadra            | Giri/Joker    | Tempo         | Penalità      | Distacco      | Punti         |
| ------------- | ------------- | ------------------ | -------------- | ------------------ | ------------- | ------------- | ------------- | ------------- | ------------- |
| 1             | 95            | Yuri Belevskiy     | Audi A1        | Volland Racing KFT | 6/1           | 3'29"608      | –             | –             | 8             |
| 2             | 54            | Marat Knjazev      | Audi A1        | Volland Racing KFT | 6/1           | 3'29"965      | –             | +0"357        | 5             |
| 3             | 6             | Damian Litwinowicz | Audi A1        | Damian Litwinowicz | 6/1           | 3'34"000      | –             | +4"392        | 4             |
| 4             | 22            | Kobe Pauwels       | Audi A1        | Volland Racing KFT | 6/1           | 3'34"591      | –             | +4"983        | 3             |
| 5             | 28            | Clément Picard     | Renault Twingo | Clément Picard     | 6/1           | 3'35"848      | –             | +6"240        | 2             |
| 6             | 11            | Jan Černý          | Škoda Citigo   | PAJR s.r.o         | 6/1           | 3'35"982      | 3"000         | +6"374        | 1             |

- Miglior tempo di reazione: 0"524 ( Yuri Belevskiy);
- Giro più veloce: 33"299 ( Kobe Pauwels);
- Miglior giro Joker: 35"977 ( Yuri Belevskiy);
- Miglior giro-zero[n 1]: 4"458 ( Marat Knjazev).

## Classifiche di campionato
World RX - RX1 piloti
| Pos. | Pos. | Pilota               | Punti |
| ---- | ---- | -------------------- | ----- |
| 1    |      | Timmy Hansen         | 151   |
| 2    | 1    | Johan Kristoffersson | 139   |
| 3    | 1    | Kevin Hansen         | 136   |
| 4    |      | Niclas Grönholm      | 123   |
| 5    |      | Krisztián Szabó      | 108   |
| 6    |      | Kevin Abbring        | 97    |
| 7    |      | Timo Scheider        | 75    |
| 8    |      | Enzo Ide             | 72    |
| 9    |      | Juha Rytkönen        | 52    |
| 10   |      | Mattias Ekström      | 37    |
| 11   | 4    | Hervé Knapick        | 18    |
| 12   | 1    | René Münnich         | 16    |
| 13   | 1    | Oliver O'Donovan     | 16    |
| 14   | N    | Anton Marklund       | 14    |
| 15   | 3    | Attila Mózer         | 13    |
| 16   | 3    | Peter Hedström       | 11    |
| 17   | 1    | Támas Kárai          | 9     |
| 18   | 1    | Oliver Bennett       | 8     |
| 19   | 1    | Dan Öberg            | 7     |
| 20   | 1    | Mandie August        | 4     |
| 21   | 1    | Patrick Guillerme    | 2     |

World RX - RX1 squadre
| Pos. | Pos. | Pilota                | Punti |
| ---- | ---- | --------------------- | ----- |
| 1    |      | Hansen World RX Team  | 287   |
| 2    |      | GRX-SET World RX Team | 231   |
| 3    |      | KYB EKS JC            | 211   |

World RX - RX2e piloti
| Pos. | Pos. | Pilota                  | Punti |
| ---- | ---- | ----------------------- | ----- |
| 1    |      | Guillaume De Ridder     | 105   |
| 2    |      | Jesse Kallio            | 96    |
| 3    | 1    | Patrick O'Donovan       | 59    |
| 4    | 1    | Pablo Suárez            | 59    |
| 5    | 1    | Isak Sjökvist           | 56    |
| 6    | 3    | Fraser McConnell        | 49    |
| 7    |      | Dorian Deslandes        | 30    |
| 8    |      | Nils Andersson          | 29    |
| 9    | 5    | Conner Martell          | 26    |
| 10   | 1    | Reinis Nitišs           | 24    |
| 11   | 1    | Damien Meunier          | 23    |
| 12   | 1    | Ole Henry Steinsholt    | 21    |
| 13   | N    | Klara Andersson         | 20    |
| 14   | 2    | Linus Östlund           | 19    |
| 15   | 2    | Cyril Raymond           | 16    |
| 16   | N    | Filip Thorén            | 13    |
| 17   | 2    | Jose-Luis Garcia Molina | 13    |
| 18   | N    | Christine Giampaoli     | 13    |
| 19   | 3    | Isak Reiersen           | 13    |
| 20   | 3    | Mark Flaherty           | 10    |
| 21   | 3    | Jan Oscar Ortfeldt      | 9     |
| 22   | N    | Laia Sanz               | 9     |

Euro RX - RX1 piloti
| Pos. | Pos. | Pilota                | Punti |
| ---- | ---- | --------------------- | ----- |
| 1    | 1    | Andreas Bakkerud      | 90    |
| 2    | 1    | Fabien Pailler        | 86    |
| 3    | 1    | Jānis Baumanis        | 69    |
| 4    | 3    | Jonathan Pailler      | 60    |
| 5    | 2    | Andréa Dubourg        | 57    |
| 6    |      | René Münnich          | 53    |
| 7    | 2    | Tamás Kárai           | 52    |
| 8    | 3    | Thomas Bryntesson     | 46    |
| 9    | 1    | Jean-Baptiste Dubourg | 35    |
| 10   |      | CSUCSU                | 30    |
| 11   | 5    | Hans-Jøran Østreng    | 22    |
| 12   | 1    | Peter Hedström        | 21    |
| 13   | 1    | Anders Michalak       | 20    |
| 14   | 3    | Mandie August         | 20    |
| 15   | 2    | Sivert Svardal        | 18    |
| 16   | 2    | Romuald Delaunay      | 15    |
| 17   | 2    | Anton Marklund        | 15    |
| 18   | 15   | Marcin Gagacki        | 14    |
| 19   | 1    | Stéphane De Ganay     | 13    |
| 20   | 2    | Attila Mózer          | 12    |
| 21   | 5    | Dariusz Topolewski    | 11    |
| 22   | 3    | Paulius Pleskovas     | 10    |
| 23   | 4    | David Nordgaard       | 9     |
| 24   | 3    | Emmanuel Anne         | 7     |
| 25   | 3    | Aleš Fučik            | 4     |
| 26   | 3    | Edijs Ošs             | 2     |
| 27   | 3    | Laurent Bouliou       | 2     |
| 28   |      | Patrick Guillerme     | 0     |
| 29   | 2    | David Meslier         | 0     |
| 30   | 1    | Benoît Fretin         | 0     |
| 31   | 1    | Per Eklund            | 0     |
| 32   | 1    | Anthony Pelfrene      | 0     |
| 33   | 1    | Pascal Lambec         | 0     |

Euro RX - RX3 piloti
| Pos. | Pos. | Pilota                  | Punti |
| ---- | ---- | ----------------------- | ----- |
| 1    |      | Yuri Belevskiy          | 117   |
| 2    |      | Kobe Pauwels            | 94    |
| 3    |      | Marat Knjazev           | 89    |
| 4    | 1    | Jan Černý               | 71    |
| 5    | 1    | Timur Šigabutdinov      | 58    |
| 6    | 1    | Damian Litwinowicz      | 52    |
| 7    | 2    | Radoslaw Raczkowski     | 36    |
| 8    | 2    | Zsolt Szíjj Jolly       | 33    |
| 9    | 1    | Janno Ligur             | 31    |
| 10   | 8    | Clément Picard          | 24    |
| 11   | 1    | Kasparas Navickas       | 24    |
| 12   | 1    | Jiri Šusta              | 21    |
| 13   | 1    | Maximilien Eveno        | 16    |
| 14   | 6    | Marcel Suchý            | 16    |
| 15   | 2    | Espen Isaksætre         | 13    |
| 16   | 10   | Per Magne Egebø-Svardal | 11    |
| 17   | 3    | Marius Solberg Hansen   | 11    |
| 18   | 3    | Siim Saluri             | 8     |
| 19   | 3    | Jérémy Lambec           | 7     |
| 20   | 3    | Sebastian Høidalen      | 7     |
| 21   | 2    | Lukas Ney               | 7     |
| 22   | 1    | Martin Kjær             | 6     |
| 23   | 1    | Dylan Dufas             | 6     |
| 24   | 1    | Dominik Senegacnik      | 1     |
| 25   | 1    | Pedro Ribeiro           | 0     |
| 26   | 1    | Frédéric Moreau         | 0     |